# Alexéi Yermoláyev
Alexéi Yermoláyev –en ruso, Алексей Ермолаев– es un deportista ruso que compitió en esgrima, especialista en la modalidad de sable. Ganó una medalla de oro en el Campeonato Mundial de Esgrima de 1994, en la prueba por equipos.

## Palmarés internacional
| Campeonato Mundial | Campeonato Mundial | Campeonato Mundial | Campeonato Mundial |
| Año                | Lugar              | Medalla            | Prueba             |
| ------------------ | ------------------ | ------------------ | ------------------ |
| 1994               | Atenas (Grecia)    | Medalla de oro     | Sable por equipos  |